# Десятое тевета
Десятое тевета (ивр. עשרה בטבת‎, Asarah BeTevet) — пост, установленный в память о несчастьях, которые постигли еврейский народ 8-го, 9-го и 10-го числа месяца тевет.
Четыре дня в году напоминают о разрушении Храма и соответствуют четырём этапам этого бедствия. Эти дни: Десятое тевета, Семнадцатое тамуза, Девятое ава и Пост Гедалии (3 тишрея).

## События в еврейской истории

### Начало осады Иерусалима
10 тевета вавилонский царь Навуходоносор начал осаду Иерусалима. Так сказано об этом в Священном Писании:

В девятый год царствования своего, в десятый месяц, в десятый день месяца, пришел Навуходоносор, царь Вавилонский, со всем войском своим к Иерусалиму, и осадил его, и устроил вокруг него вал. И находился город в осаде до одиннадцатого года царя Седекии. В девятый день месяца усилился голод в городе, и не было хлеба у народа…
— 4Цар. 25:1-3
Навуходоносор осаждал город два с половиной года, до тех пор пока 9 тамуза не была пробита брешь в стенах города. Месяц спустя, во второй половине дня девятого ава был подожжён Храм. Это означало окончательную потерю еврейским народом своей независимости и власти над своей страной, крушение всех надежд и уничтожение духовного центра народа. Девятого ава началось изгнание народа Израиля.

### Смерть Эзры и Нехемии
9 тевета умерли Эзра и Нехемия, которые вели за собой Израиль во время возвращения из вавилонского плена. Это была невосполнимая утрата.

### Перевод Торы на греческий язык
Восьмого тевета был завершён перевод Торы на греческий язык по указу царя Птоломея, который получил название Септуагинта.
Этот день считается столь же несчастным для Израиля, как и день, когда был сделан золотой телец. Как в изваянии, лишённом души, поклонявшиеся ему видели идола, так в греческом переводе Торы — тексте, лишённом мудрости и святости, — народы мира видят Тору. Они полагают, что познакомились с ней благодаря переводу, и говорят друг другу: «Вот она, Тора, которую мы изучили».
Мудрецы сравнили переведённую Тору с посаженным в клетку львом. Прежде все трепетали перед ним и, завидев его, обращались в бегство. Теперь же все подходят к клетке, показывают на льва пальцем и спрашивают: «Где же его хваленая сила?» Так и Тора. Пока она находилась в руках Израиля, который толкует её на Святом языке, она действительно связывала Израиль с Всевышним и давала ответ на все вопросы. Никто не решался отзываться о ней недостойным образом. Даже чужеземец, желавший ознакомиться с Торой, должен был сначала изучить язык Писания. Теперь Тора оказалась заключенной в клетку греческого перевода, и благоговение перед ней исчезло. Любой человек, знавший греческий язык, мог читать её, комментировать и критиковать — все это без того, чтобы хотя бы прикоснуться к её мудрости.
Вот что сказано об этом дне в Мегилат Таанит:

 Восьмого Тевета, в дни царя Птоломея, когда Тора была переведена на греческий язык, тьма опустилась на мир и не прекращалась три дня.
Подчеркнув, что темнота, опустившаяся на мир восьмого тевета, не прекращалась три дня, мудрецы намекает на то, что это печальное событие — завершение перевода Торы — как бы завершает ряд трагических событий, происшедших некогда девятого и десятого Тевета.

## День всеобщегоКадиша
В нашем поколении 10-е Тевета получило дополнительное значение. Сразу же после создания государства Израиль Главный раввинат постановил, что этот день будет Днём всеобщего Кадиша — Днём памяти жертв Катастрофы, дата гибели которых неизвестна. Очень многие из шести миллионов евреев погибли жестокой, мучительной смертью, и дата их гибели неизвестна, потому что не осталось свидетелей их смерти. 10-го Тевета зажигают поминальную свечу (нер нешама), произносят Кадиш и учат разделы из Мишны во имя душ этих мучеников.
Рабби Исраэль Меир Лау, в своей книге «Практика иудаизма» пишет, что большая символика заключена в соединении двух этих трагических событий — начало крушения Первого Храма и попыткой полного уничтожения народа Израиля в нашем поколении.